# Добродел
Добродел (Единая книга жалоб и предложений Московской области) — интернет-портал, созданный в соответствии с постановлением правительства Московской области в 2015 году для взаимодействия жителей Подмосковья с органами исполнительной власти. Цифровой формат дает возможность жителям Московской области сообщать о возникающих проблемах, а органы власти могут оперативно  реагировать на запросы граждан.

## Работа сайта
Инициатором создания портала выступил губернатор Московской области Андрей Воробьев.
На портале любой житель Подмосковья может сообщить о проблеме. Список проблем ограничен, при этом проблемы должны быть местными и не связанными с работой областного правительства и губернатора.
Для этого необходимо создать учётную запись на сайте https://vmeste.mosreg.ru/, после чего выбрать одну из подкатегорий проблем и описать суть проблемы (для некоторых категорий нужно приложить фото). Для каждой из подкатегорий проблем определен куратор — одно из подразделений правительства Московской области.
После публикации сообщения оно проходит модерацию в течение двух дней, после чего обрабатывается в Центре управления регионом Московской области  и перенаправляется в ответственный за данную проблему орган власти (ведомство, муниципалитет или учреждение).
Профильное ведомство, в которое поступил запрос, должно определить ответственного исполнителя, сформулировать тему сообщения и сформировать точный срок ответа.
Пользователь портала может получить информацию о ближайших сообщениях других пользователей на интерактивной карте, а также просмотреть статистику решения проблем.
На сайте впоследствии была введена функция возврата проблемы на доработку, если она не получила удовлетворительного решения. Реализован механизм голосований и опросов жителей.
Существует мобильное приложение «Добродел» для iOS и Android, в котором доступен такой же набор функций.
В конце 2020 года на портале была введена обязательная регистрацию через ЕСИА (Единую систему идентификации и аутентификации), что помогает отфильтровывать фейковые сообщения.
По состоянию на 2021 год, сайт принимает принимает обращения по 710 подкатегориям 23 направлений, связанных с жизнедеятельностью в Московской области.
По данным Министерства государственного управления, информационных технологий и связи Московской области
за 6 лет работы системы «Добродел» было решено 2,3 млн проблем, информация о которых подавалась через механизм обратной связи на сайте. При этом было зарегистрировано 1,9 млн пользователей, а около 700 тыс. являются пользователями мобильного приложения для сайта. По статистике системы, опубликованной на mits.mosreg.ru, «больше всего решений принято по вопросам содержания дворовых территорий (621 тыс.), дорог (379 тыс.), уборки грязи и мусора (296 тыс.), обслуживания многоквартирных домов (237 тыс.), уборки снега (181 тыс.)», а также «более 70 тысяч проблем было решено и принято жителями по социально значимым темам: медицина (48 тыс.), окружающая среда (13 тыс.), образование (9 тыс.)». Также на сайте было проведено 69 голосований и 232 опроса. Еженедельно к работе сайта присоединяется около 5 тыс. пользователей.
В ноябре 2021 года сообщалось о 2 млн пользователях, зарегистрированных на сайте (из них 1,4 млн зарегистрировались в последние 3 года).

## Премия Рунета
В 2015 году портал «Добродел»  стал обладателем «премии Рунета» — общенациональной награды в области высоких технологий и электронных коммуникаций в номинации «За развитие региональных интернет-проектов».

## Критика
По утверждению вице-губернатора Московской области Ильдара Габдрахманова, сделанному в 2015 году, когда система только начала работать, около трети ответов на обращения на портал «Добродел», становятся отписками.
Сайт Meduza.io сообщал в 2016 году, что вместо выполнения необходимых работ по решению проблемы сотрудники администрации Раменского выслали фотошоп.